# H. M. Coakley
 (janvier 2023).
Si vous disposez d'ouvrages ou d'articles de référence ou si vous connaissez des sites web de qualité traitant du thème abordé ici, merci de compléter l'article en donnant les références utiles à sa vérifiabilité et en les liant à la section « Notes et références ».
 (janvier 2023).
H. M. Coakley est un réalisateur, scénariste et producteur de cinéma américain, né le 1er janvier 1971 à St. Thomas, aux Îles Vierges américaines.

## Biographie
H.M. Coakley est titulaire d’une licence et d’une maîtrise en physique. Il est diplômé magna cum-laude de l’Université Howard avec un baccalauréat ès sciences en physique. Il travaillait sur son Ph. D en physique à l’Université de Californie à Los Angeles, quand il a décidé d’abandonner ses études et de fréquenter l’école de cinéma de l'Université Columbia. H.M. Coakley est diplômé avec mention de la Columbia University School of the Arts, avec une maîtrise en beaux-arts en scénarisation et production.
Après de nombreuses années en tant que producteur indépendant de films et producteur de centaines de vidéoclips et de publicités, H. M. Coakley a fait ses débuts de réalisateur avec la comédie d’horreur Holla (2006) qu’il a co-écrite et réalisée. Holla a ensuite été acquis par Lionsgate Films, est devenu l’un de leurs titres d’horreur urbaine les plus vendus, et a aidé à lancer la carrière de l’actrice Kali Hawk (Bridesmaids, Couples Retreat). H. M. Coakley a également été primé dans un festival avec son court métrage comique The Slap, qui est actuellement présenté sur funnyordie.com.
En tant que producteur, Coakley a co-créé et produit Mecca, une série télévisée dramatique avec des épisodes d’une heure pour HBO Original Programming. Il a aussi produit les films indépendants acclamés Ten Benny et Restaurant, qui ont aidé à lancer la carrière d’Adrien Brody (plus tard lauréat d’un Oscar du cinéma) et de Simon Baker (lauréat d’un Emmy Award). Ten Benny, qui était le film de thèse de maîtrise de H. M. Coakley, a été présenté en première au Festival du film de Sundance. Les deux films ont recueilli des critiques élogieuses, Restaurant étant également nommé pour un Independent Spirit Award.
H. M. Coakley a terminé en 2013 Holla II, la suite de Holla, qu’il a écrite et réalisée, ainsi que la comédie urbaine Cleaver Family Reunion pour The Asylum. Coakley a été sollicité par les partenaires de The Asylum pour écrire et réaliser leur premier film urbain. Cleaver Family Reunion et Holla II sont sortis en salles au printemps 2013, faisant de Coakley le premier cinéaste afro-américain à avoir deux films indépendants sortant en même temps.
Coakley a terminé en 2015 Avouterie, son quatrième long métrage en tant que scénariste, réalisateur et producteur. Son scénario primé, The Jumbie, a été l’un des quatre finalistes du concours de scénario du Festival du film urbain du monde 2014. Il travaille également périodiquement en tant que responsable d'unité de production, producteur délégué et superviseur de production.

## Filmographie

### Directeur de production
- 1995 : Nothing to Lose, responsable d'unité de production
- 2004 : Up Against the 8 Ball, responsable d'unité de production
- 2010 : Speed-Dating, responsable d'unité de production
- 2013 : Internet Icon 2, responsable d'unité de production
- 2013 : In the Company of Friends (émission spéciale), responsable d'unité de production
- 2014 : Devil in the Details (série télévisée), responsable d'unité de production / production manager (6 épisodes)
- 2014 : Black Jesus (série télévisée), responsable d'unité de production (10 épisodes)
- 2014 : Outrageous 911 (série télévisée), responsable d'unité de production / production manager

(4 épisodes)
- 2014 : Lap Dance, responsable d'unité de production[4].

### Réalisateur
- 1995 : Nothing to Lose
- 1998 : Restaurant
- 2004 : Up Against the 8 Ball
- 2004 : Playboy: Queen of Clubs (vidéo)
- 2010 : Speed-Dating
- 2011 : The Slap (court métrage)[4]
- 2013 : Holla II[5]
- 2013 : My Block (série télévisée)
- 2013 : In the Company of Friends (émission spéciale)
- 2014 : Lap Dance
- 2015 : Avouterie[4] (Adulterers)
- 2020 : Death of a Telemarketer[5]

### Scénariste
- 2006 : Holla
- 2011 : The Slap (court métrage)
- 2013 : Cleaver Family Reunion[4]
- 2013 : Holla II[5]
- 2013 : My Block (série télévisée)
- 2015 : Avouterie[4]